# Dipartimento di El Carmen
El Carmen è un dipartimento argentino, situato nella parte meridionale della provincia di Jujuy, con capoluogo El Carmen. Fu istituito il 26 novembre 1899.
Da nord ad ovest, in senso orario, esso confina con i dipartimenti di San Antonio, Palpalá, San Pedro e con la provincia di Salta.
Secondo il censimento del 2010, su un territorio di 912 km², la popolazione ammontava a 97.039 abitanti, con un aumento demografico del 14,6% rispetto al censimento del 2001.
Il dipartimento comprende (dati del 2001):
- 3 comuni
  - El Carmen
  - Monterrico
  - Perico
- 3 commissioni municipali:
  - Aguas Calientes
  - Pampa Blanca
  - Puesto Viejo